# Zemětřesení v Agádíru 1960
K zemětřesení v Agádíru došlo 29. února roku 1960 v 23:40 západoevropského času v blízkosti města Agádír, které se nachází v západním Maroku na břehu Atlantiku. Přestože zemětřesení mělo malou sílu cca. 5,8 Mw, tak jeho relativně malá hloubka (15,0 km) měla za následek silné povrchové otřesy s maximální vnímanou intenzitou X (extrémní) na Mercalliho stupnici intenzity. Zahynulo 12 000 až 15 000 lidí (přibližně třetina tehdejší populace města), dalších 12 000 bylo zraněno a nejméně 35 000 lidí zůstalo bez domova, což z něj činí nejničivější a nejsmrtonosnější zemětřesení v historii Maroka. Zvláště těžce byly zasaženy městské části Founty, Kasba, Ihchach a Talborjt. Mělké ohnisko zemětřesení, blízkost přístavního města Agádír a neuspokojivé stavební metody - to vše byly důvody, které seismologové a vyšetřovatelé určili za příčiny tak ničivého zemětřesení.

## Zemětřesení
Zemětřesení bylo zaznamenáno seismografy po celém světě, ale jen málo z nich bylo dostatečně blízko města, aby lokalizovaly epicentrum s vysokou přesností. Nakonec bylo jako epicentrum určeno místo, které je asi 8 kilometrů na severozápad od agádírské Kasby. Makroseizmická pozorování umístila epicentrum asi jeden kilometr severně od Ihchachu, městské části Agádíru. Hlavní zemětřesení předcházela série krátkých oznámení. První vlna zemětřesení nastala 23. února s intenzitou III nebo IV (Slabé nebo Mírné) a v den katastrofy výraznější vlna zemětřesení s intenzitou VI (Silné), která způsobila poplach kolem polední hodiny.
K hlavnímu šoku došlo třetí den muslimského měsíce Ramadán, kdy se okamžitě zhroutilo mnoho hotelů, bytů, obchodů a kancelářských budov. Podzemní vodovod se porušil a kanalizační systémy se protrhly. Kasba, zchátralá pevnost, která zde stála po staletí, se zhroutila. Bez tlaku vody a po zřícení většiny hasičských stanic zůstalo v letovisku Agádír hořet mnoho požárů, na jejichž likvidaci bylo málo hasičů a prostředků. Vzhledem k tomu, že téměř sedmdesát procent města bylo v troskách, nebylo možné z Agádíru zahájit ani uspořádat žádné záchranné operace. Do rána francouzská armáda a námořníci z Šesté Flotily Spojených států přistoupili k pobřeží, zakotvili a připravili se na pomoc zasaženému městu.
Britský autor Gavin Maxwell pobýval v době katastrofy v Maroku a jeho kniha Skály Zůstávají popisuje jeho a ostatních zkušenosti z této oblasti.

### Škody
Výstavba v Agádíru probíhala v letech 1945-1955, a to velmi rychle. A právě podmínky při výstavbě mohly přispět k vysokému stupni zničení. Náročné projekty byly často prováděny s nevyškolenými dělníky, typický byl nedostatek kvalitního dozoru a snaha o rychlé dokončení díla. Protože před rokem 1960 nedošlo k žádným vážným zemětřesením, stavělo se ve městě bez ohledu na seismickou aktivitu.
Mnoho čtvrtí města bylo složeno výhradně z budov postavených z jednoduché konstrukce. Ty měly v podstatě nulovou možnost odolat zemětřesení a úplně se tak rozpadly na prach. V těchto oblastech tak nakonec nebyly provedeny ani žádné záchranné práce a míra přežití byla zanedbatelná; například v oblasti Talbourdjt přežilo z 5 000 obyvatel méně než deset z nich.

## Nový Agádír
Základní kámen nového města byl položen 30. června 1960. Město bylo přestavěno a rozvíjeno při zachování přístavu a své námořní a turistické identity. Vzniklo nové centrum města s širokými silnicemi, obchody, službami. Podél celého pobřeží se vine moderní hotelová infrastruktura. V roce 2024 zde žilo 996 000 obyvatel.